# Utterslev Kirke (Lolland)
 For alternative betydninger, se Utterslev Kirke. (Se også artikler, som begynder med Utterslev Kirke)
Utterslev Kirke ligger på det vestlige Lolland og er et senromansk bygningsværk opført i 1200-tallet. Foruden kirkeskibet består den af et kor, et våbenhus mod syd og et tårn mod vest. Såvel korets som skibets loft er fladt bygget, mens det i apsisen er halvkuppelformet.
Altertavlen forestiller Opstandelsen og er malet af Anton Dorph. Døbefonten er udført i granit. Den billedudskårede prædikestol stammer fra 1600-tallet.

## Eksterne kilder og henvisninger
- Utterslev Kirke hos KortTilKirken.dk
- Utterslev Kirke hos danmarkskirker.natmus.dk (Danmarks Kirker, Nationalmuseet)